# Humphrey Waldo Sibthorp
Humphry Waldo Sibthorp, detto anche Humphry Sibthorp (1713 – 1797), è stato un botanico britannico.

## Biografia
Dopo la morte di Johann Jacob Dillenius (1684 – 1747), diviene Sherardian professore di botanica presso l'Università di Oxford dal 1747 al 1783; famoso per aver diretto il corso per oltre 37 anni. Inizia il catalogo delle piante del giardino botanico dell'Università noto come Catalogus Plantarum Horti Botanici Oxoniensis. Il figlio minore conosciuto come botanico John Sibthorp (1758 – 1796) continuò l'opera paterna Catalogus Plantarum. Il genere Sibthorpia, nelle famiglie di piante è stato dedicato in suo onore.

## Opere
- Humphry Waldo Sibthorp, Catalogus Plantarum Horti Botanici Oxoniensis.